# Großwinternheim
Großwinternheim (alte Schreibweise Groß-Winternheim, umgangssprachlich „GW“) ist ein Ortsbezirk der Kreisstadt Ingelheim am Rhein im Landkreis Mainz-Bingen in Rheinland-Pfalz. Der Ort war im Mittelalter Teil des Ingelheimer Grundes und war wie Ober-Ingelheim Wohnsitz vieler Adeliger, die einst Bedienstete der Kaiserpfalz in Nieder-Ingelheim waren. Die vormals eigenständige Gemeinde wurde 1972 bei einer Gebietsreform zu Ingelheim eingemeindet.

## Geographie
Der Stadtteil liegt im südlichen Stadtgebiet von Ingelheim am Westhang des Mainzer Berges im Selztal, etwa zwei Kilometer südlich des Stadtteils Ober-Ingelheim. Die Höhe beträgt 120–160 m ü. NHN. Westlich des Stadtteils fließt von Süden nach Norden die Selz vorbei, noch weiter westlich erhebt sich der Westerberg. Umgeben ist der Ort von Weinbergen.
An den Stadtteil grenzt im Süden Schwabenheim an der Selz und Bubenheim. Richtung Osten auf dem Mainzer Berg liegt der Ingelheimer Stadtteil Wackernheim. Im Norden befinden sich die Ingelheimer Stadtteile Ober-Ingelheim und Nieder-Ingelheim. Großwinternheim ist nicht mit dem restlichen Stadtgebiet zusammengewachsen, so konnte sich Großwinternheim seinen dörflichen Charakter bis heute wahren.

### Geologie
Das Ortsgebiet ist waldarm, nur einzelne Bereiche auf dem Westerberg (Winternheimer Wäldchen) und Mainzer Berg sind leicht bewaldet. Das Landschaftsbild ist geprägt von Wein- und Obstbau. Die Selz und ein namenloser Bach vom Mainzer Berg sind die einzigen Gewässer des Ortes.

### Flächennutzung
Die Gemarkung umfasst 591,6 Hektar, davon werden 224 ha für Ackerbau, 91 ha für Weinbau genutzt. 18 ha umfassen Wiesen. Der Gebäudeanteil beträgt 5 ha und die Verkehrsfläche 16,6 ha. Der natürliche Anteil mit Wald beträgt 37 ha und 18 ha Grünland.

## Geschichte
Zur germanischen Zeit war das Ortsgebiet ein großes Winterlager vieler Stämme; so kam die spätere Siedlung auch zu ihrem Namen, dessen Namenszusatz Groß später zur Unterscheidung von Klein-Winternheim diente. Aus der römischen Zeit sind Brandgräber und Villae rusticae auf der Gemarkung nachgewiesen. Der Ort wurde als fränkische Siedlung im 6. Jahrhundert gegründet und 937 erstmals als Villa seu marca Winternheim ex fisco nostro Ingelisheim erwähnt.

Um 900 wurde der Bau des noch erhaltenen Wach- und Wehrturmes begonnen, der heute noch als Kirchturm der katholischen Kirche dient. Im frühen Mittelalter zählte es zum Grundbesitz der Ingelheimer Kaiserpfalz.

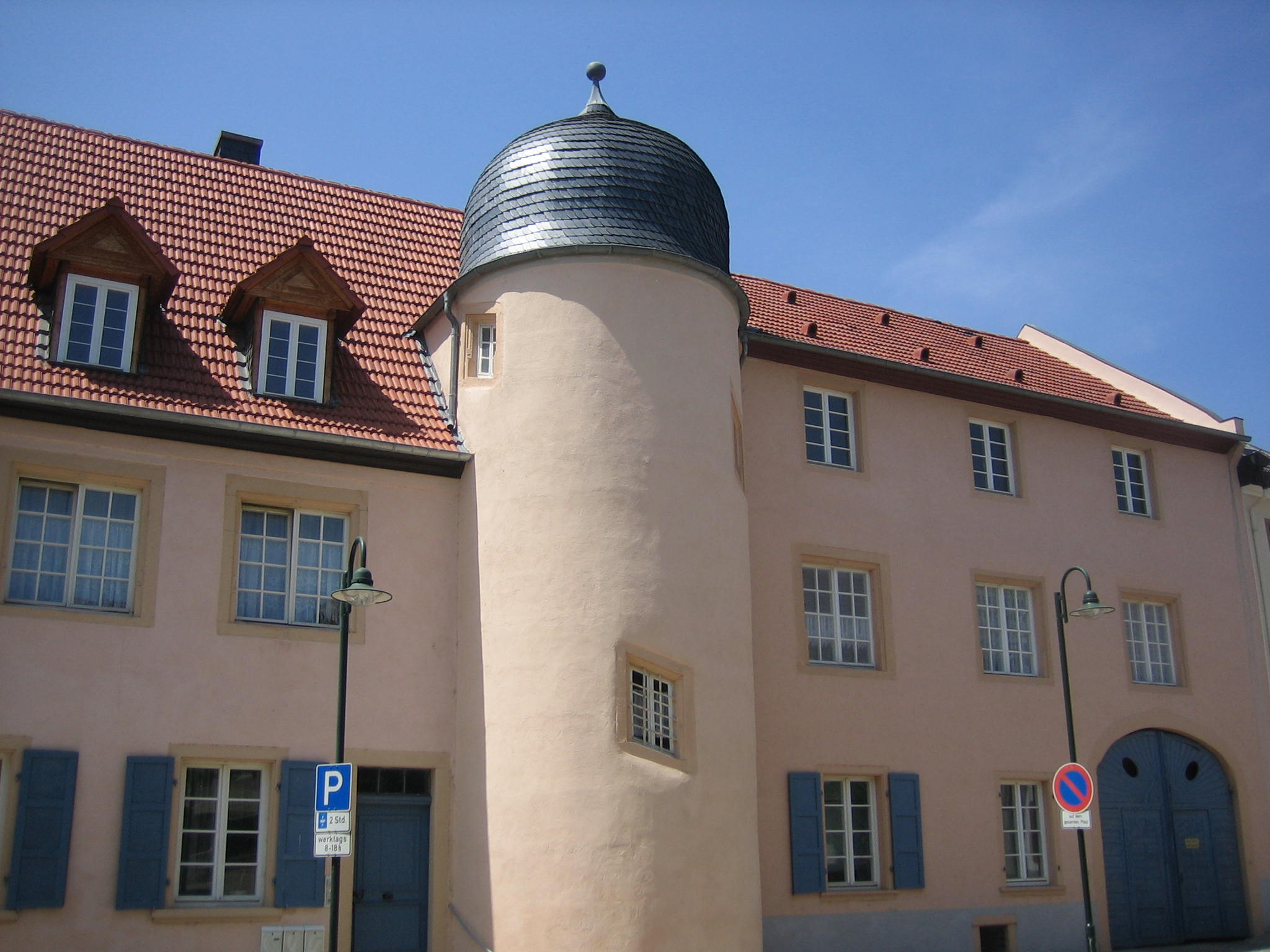
Der Obentrautsche Hof

 Großwinternheim war ein Reichsdorf des Ingelheimer Grundes und wurde im frühen 14. Jahrhundert mit einer Stadtmauer und Graben befestigt, Überreste der Mauer sind heute noch vorhanden. Auch an alten Häusern kann man noch Teile der alten Stadtmauer erkennen.
Nachdem Gottfried von Eppstein mit dem Dorf belehnt worden war, hatte es 1257 nach ihm Rheingraf Wernher zum Lehen. In den Jahren 1314 bis 1366 wurde das Dorf an das Mainzer Erzstift verpfändet, das hier auch 1324 einen Hof erwarb. Als Teil des Ingelheimer Grundes kam es nach den Verpfändungen des 14. Jahrhunderts 1375 zur Kurpfalz. Jeder dritte Schöffe des Ingelheimer Oberhofes kam aus Großwinternheim.
Immer mehr Adelsfamilien ließen sich im Ort nieder und errichteten sich stattliche Hofanlagen im Dorf. Die Adelsfamilien Flach von Schwarzenburg, Knebel von Katzenelnbogen und Obentraut waren Reichsschultheißen vom 15. bis Anfang des 17. Jahrhunderts. 1666 wütete die Pest in Großwinternheim, dabei starb ein Großteil der Bevölkerung.
Im frühen 18. Jahrhundert ging der Obentrautsche Besitz an das Speyerer Domkapitel. Am 29. Juni 1730 löste ein Unwetter eine Flut vom Mainzer Berg aus auf den Ort aus. Dabei wurden 6 Wohnhäuser zerstört und 16 Menschen starben. Dabei wurde der Dorfbach zum Flutgraben gerissen.
Durch einen angeblichen Kniefall vor dem französischen General Dessaire soll die Freifrau Christiane Eleonore von Wallbrunn, geb. Reichsfreiin von Hopfer, nicht nur Partenheim, sondern auch Großwinternheim vor einer Brandschatzung und Plünderung durch die französischen Truppen während der Belagerungen Ende des 18. Jahrhunderts bewahrt haben. Die Industrialisierung Mitte des 19. Jahrhunderts ging an Großwinternheim größtenteils vorbei. Ab 1816 war Großwinternheim Teil des Großherzogtums Hessen und blieb es auch nach Umwandlung zum Bundesstaat 1871 und zum Volksstaat Hessen 1919 bis 1945. 1904 wurde der Bahnhof für die Bahnstrecke Frei-Weinheim–Jugenheim-Partenheim eröffnet, die Strecke wurde aber für den Personenverkehr bereits in den 1950er Jahren wieder außer Betrieb genommen.
Der Ort verlor am 22. April 1972 seine Eigenständigkeit und wurde in die Stadt Ingelheim am Rhein eingemeindet und trägt seitdem den Ortsteilnamen Großwinternheim. Aufgrund des Eingemeindungsvertrages verfügt Großwinternheim über einen Ortsbeirat und einen Ortsvorsteher. Im Jahre 1999 beschloss die Stadt Ingelheim die Auflösung des Ortsbezirkes Großwinternheim, um Ortsvorsteher und Ortsbeirat abzuschaffen, weil die rheinland-pfälzische Gemeindeordnung (GemO) die vertraglichen Verpflichtungen zur Bildung von Ortsbezirken in § 74 Abs. 4 GemO für unwirksam erklärt. Aufgrund eines Musterprozesses, den Rechtsanwalt Elmar König im Auftrag des Ortsbeirates beim Oberverwaltungsgericht Rheinland-Pfalz in Koblenz führte, wurde der Beschluss trotz der Vorschrift in der Gemeindeordnung für unwirksam erklärt. Bis auf Weiteres bleiben den Großwinternheimern die Institutionen Ortsbeirat und Ortsvorsteher erhalten.

### Einwohnerentwicklung
| Jahr | Einwohner |
| ---- | --------- |
| 1770 | 0662      |
| 1830 | 0796      |
| 1900 | 0849      |
| 1998 | 1.307     |
| 2008 | 1.401     |
| 2021 | 1.396     |

Die Niederlegung der Ortsbefestigung 1807 machte den Weg für eine Ortserweiterung in Richtung Schwabenheim und zur Selz hinab frei. Damit stieg auch die Einwohnerzahl im Laufe des 19. Jahrhunderts. Durch ein Neubaugebiet am nördlichen Ortsrand, das im Jahr 2010 fertiggestellt wurde, wird dieser Trend fortgesetzt.

### Religion
Ein Pfarrer wurde in Großwinternheim erstmals im Jahre 1297 erwähnt.

### Der Namenszusatz „Groß“
Der Namenszusatz diente zur Unterscheidung von Klein-Winternheim bei Nieder-Olm und wurde bereits im frühen 15. Jahrhundert verwendet.

## Politik

### Ortsbeirat
Großwinternheim ist als Ortsbezirk ausgewiesen und wird politisch von einem Ortsbeirat und einem Ortsvorsteher vertreten.
Der Ortsbeirat besteht aus zehn Ortsbeiratsmitgliedern und dem Ortsvorsteher als dem Vorsitzenden. Bei der Kommunalwahl am 9. Juni 2024 wurden die Beiratsmitglieder in einer personalisierten Verhältniswahl gewählt. Die Sitzverteilung im gewählten Ortsbeirat:
| Wahl | SPD | CDU | FDP | WGH | Gesamt   |
| ---- | --- | --- | --- | --- | -------- |
| 2024 | 4   | 5   | 1   | –   | 10 Sitze |
| 2019 | 4   | 3   | 1   | 2   | 10 Sitze |
| 2014 | 3   | 3   | –   | 4   | 10 Sitze |
| 2009 | 4   | 2   | –   | 4   | 10 Sitze |

- WGH = Wählergruppe Huster

### Ortsvorsteher
- 1972–1974: Otto Eckhard (SPD), † 24. Mai 1974
- 1974–1996: Herbert Faulhaber (CDU), † 11. August 1996
- 1996–2009: Heinfried Bettenheimer (FWG), † 11. August 2012
- 2009–2014: Joachim Frey (Grüne)
- 2014–2018: Ronald Wenckenbach (FDP), † 22. Juli 2018
- 2018–2024: Christian Lebert (SPD)
- seit 2024:00 Christian Fürst (CDU)

Bei der Direktwahl am 9. Juni 2024 trat Christian Lebert aus beruflichen Gründen nicht erneut an. Christian Fürst wurde als einziger Kandidat mit einem Stimmenanteil von 81,0 % für fünf Jahre gewählt und trat sein Amt am 2. Juli 2024 an.

### Liste der Schultheißen von Großwinternheim
- 1459: Diether Knebel von Katzenelnbogen
- 1508: Georg Flach von Schwarzenberg
- 1512: Philipp Flach von Schwarzenberg
- 1541: Hilgart von Obentraut
- 1574: Dietrich Knebel von Katzenelnbogen
- 1653: Heinrich von Obentraut

## Kultur und Sehenswürdigkeiten

### Bauwerke

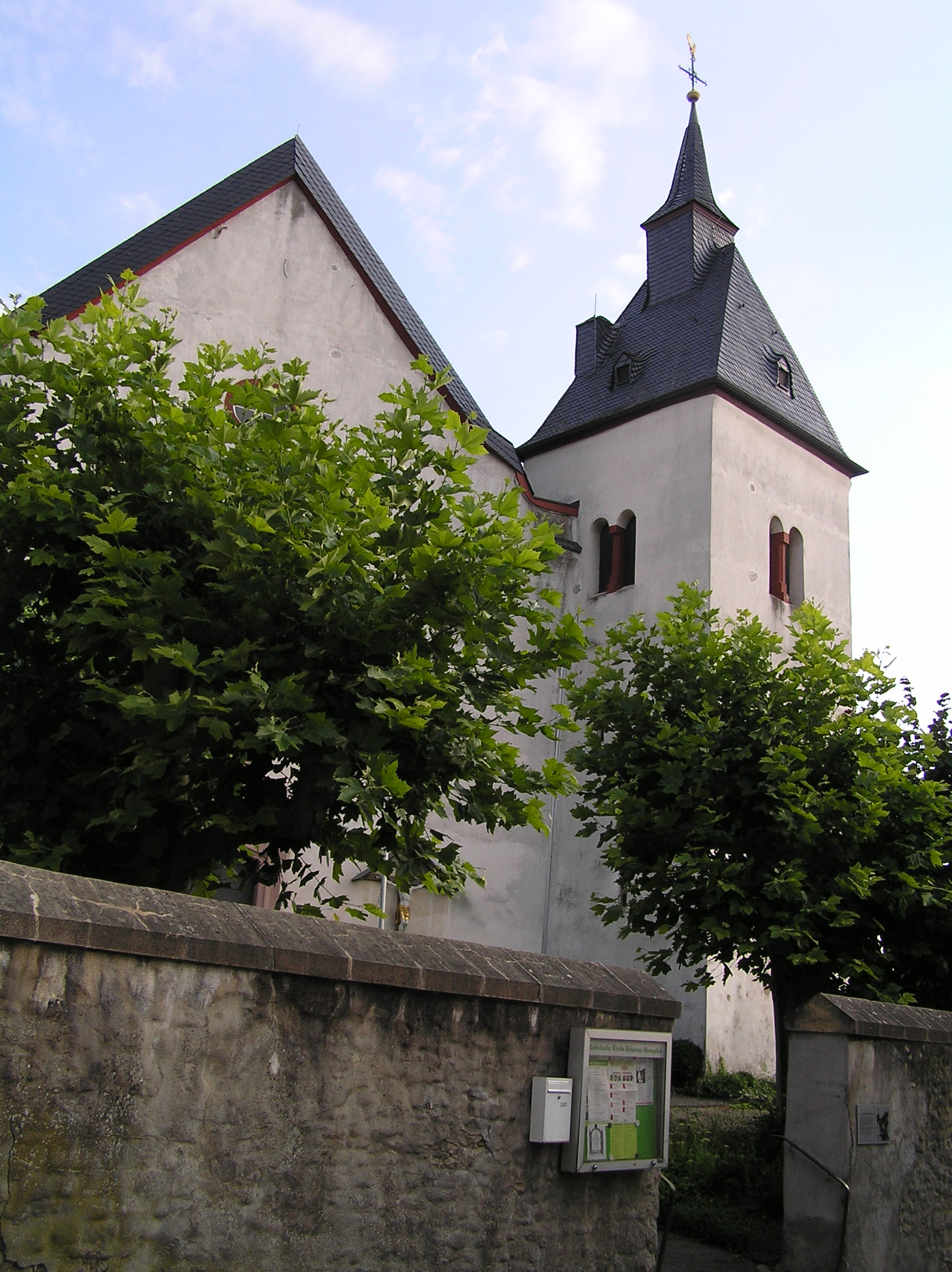
Katholische Kirche St. Johannes Evangelist
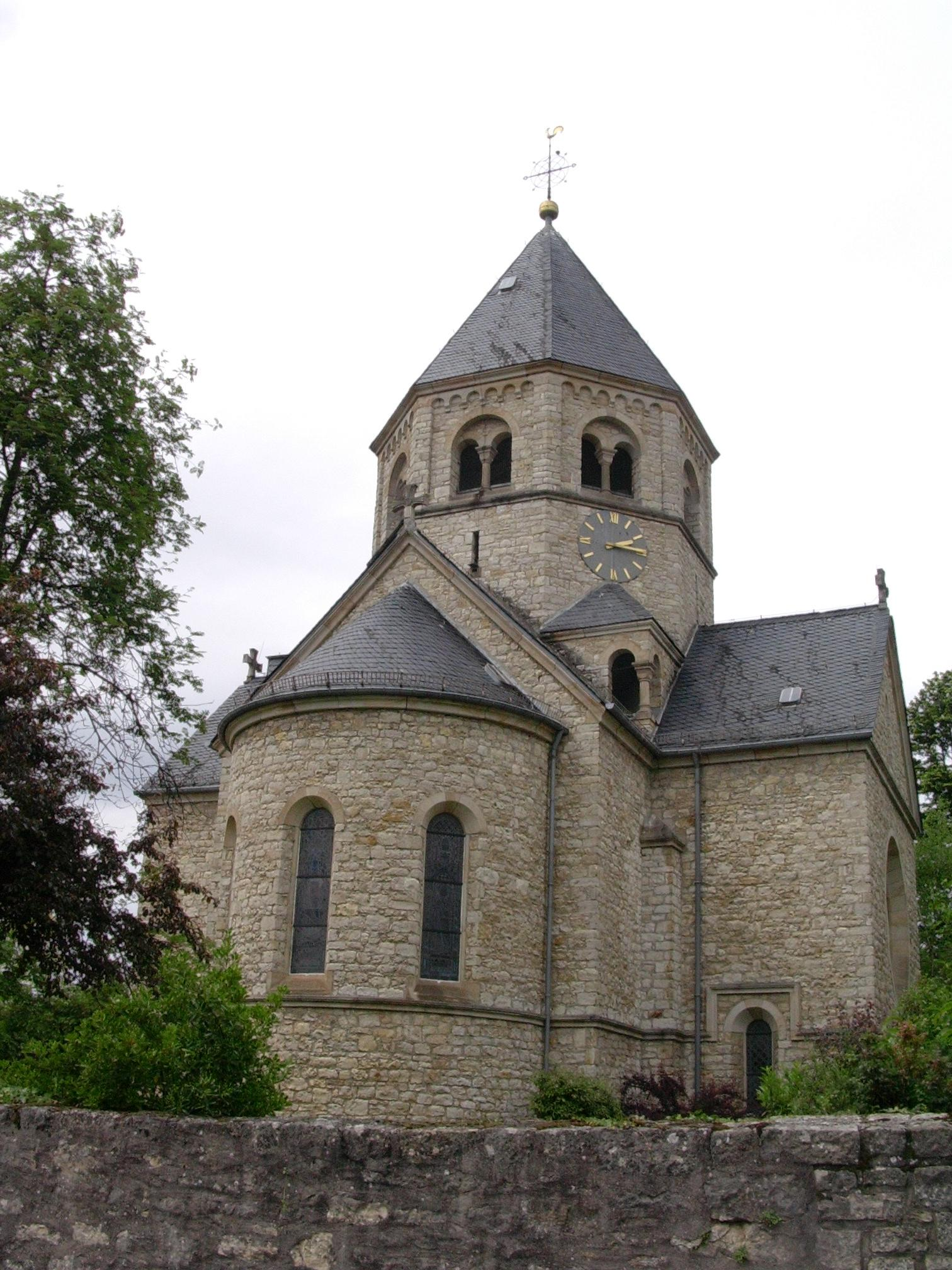
Selztaldom von Süden

In dem Stadtteil sind die Evangelische Pfarrkirche zu nennen, die im Volksmund Selztaldom genannt wird. Dabei handelt es sich um einen Saalbau, der 1888 im neuromanischen Stil erbaut wurde. Auch die katholische Filialkirche St. Johannes Evangelist sei hier zu erwähnen, bei der es sich um einen neuzeitlichen barocken Nachfolgebau aus dem Jahre 1764 handelt. Sie ist mit einer seltenen Kohlhaas-Orgel ausgestattet. Im Außenbereich befindet sich der Grabstein des in der Kirche beigesetzten kurpfälzischen Generals und kaiserlichen Feldmarschallleutnants Johann Raab von Haxthausen († 1733 in Mainz, begraben in Großwinternheim). Seine Tochter Maria Theresia Josepha von Haxthausen (1692–1731) war verheiratet mit dem kurpfälzischen Oberst-Hofmarschall Franz Pleickard Ulner von Dieburg, welcher für sie in der Pfarrkirche St. Laurentius zu Weinheim ein prächtiges Epitaph mit ihrem Porträt errichten ließ.
Beim Hof Obentraut handelt es sich um einen ehemaligen Besitz der Adelsfamilie Obentraut, die die Oberschultheißen von Großwinternheim stellte. Es sind auch Reste der ehemaligen Ortsbefestigung erhalten geblieben. Von den drei Toranlagen Niederpforte, Thalpforte und Wasempforte ist nichts mehr erhalten.

### Sport und Vereine
Die Turn- und Sportgemeinde Großwinternheim besteht seit 1861 und hat eine eigene Sporthalle an der Obentrautstraße. Der Verein bietet ein breites Angebot an, zum Beispiel Yoga, Showtanz, Tischtennis und Volleyball. Der Männergesangverein 1866 Großwinternheim konnte 2016 sein 150-jähriges Jubiläum mit 37 aktiven Mitgliedern feiern.

### Regelmäßige Veranstaltungen
Von Mai bis August finden seit 2019 in vierwöchigem Abstand die „Dorftreffs“ auf dem Bürgerplatz am neuen Bürgerhaus, unterhalb der katholischen Kirche statt. Bei musikalischer Unterhaltung sorgen die örtlichen Winzer und verschiedene Ortsvereine für die Bewirtung.
Die Großwinternheimer Freiwillige Feuerwehr veranstaltet am ersten Novemberwochenende das traditionelle Schlachtfest mit Spezialitäten rund ums Schwein in ihren Räumlichkeiten.

## Wirtschaft und Infrastruktur
Großwinternheim ist landwirtschaftlich geprägt, industrielle Betriebe sind nicht vorhanden.

### Verkehr
Durch den Stadtteil führt die Landesstraße 428, die nach Norden in die Innenstadt von Ingelheim führt und südlich nach Stadecken-Elsheim. An den Nahverkehr ist man durch die Omnibuslinie 75 angebunden nach Mainz sowie nach Ingelheim, die Linie 643 über Engelstadt nach Ober-Hilbersheim und die Linie 640 nach Nieder-Olm über Stadecken-Elsheim und nach Ingelheim. Durch den Ort führt der Selztal-Radweg von Ingelheim bis zur Gemeinde Orbis im Donnersbergkreis an der Selz entlang.

### Öffentliche Einrichtungen
Ein Neubau in der Nähe der Katholischen Kirche hat das alte Bürgerhaus von Großwinternheim ersetzt. Der erste Spatenstich für das Gebäude erfolgte im September 2016, die Einweihung konnte am 30. März 2019 gefeiert werden.